# Godło Macedonii Północnej

Godło Macedonii Północnej

Godło do 2009 roku

Godło Macedonii Północnej – jeden z symboli państwowych Republiki Macedonii Północnej.
Aktualne godło to nieznacznie zmieniona wersja godła Socjalistycznej Republiki Macedonii z czasów Jugosławii. Wokół centralnej części skupione są kłosy zbóż, czyli charakterystyczne motywy godeł państw komunistycznych. Słońce jest symbolem Macedonii, który widnieje również na fladze państwowej. Góry i jezioro mają symbolizować krajobraz Macedonii – Góry Dynarskie i Jezioro Ochrydzkie. Emblemat na samym dole jest typowym macedońskim wzorem ludowym.
W 2009 r. usunięto z godła czerwoną gwiazdę, "odziedziczoną" po godle socjalistycznej Macedonii.